# Alexis Alexoudis
Alexis Alexoudis (Florina, 20 de Junho de 1972) é um ex-futebolista profissional grego.

## Carreira
Jogou por quatro equipes em sua carreira, com destaques para o OFI Creta e o Panathinaikos, disputou ainda a Copa do Mundo de 1994.